# Société de contrôle
Chez certains philosophes politiques postmodernes, la société de contrôle serait la façon dont le monde tendrait actuellement à s'organiser, après la fin des institutions disciplinaires. L'idée s'élabore entre 1986 et 1990 chez les philosophes Gilles Deleuze et Antonio Negri à partir d'une reprise de la pensée de Michel Foucault, théoricien des institutions disciplinaires dans Surveiller et punir (1975). Deleuze disait avoir repris le syntagme « société de contrôle » au romancier William S. Burroughs.
L'expression désigne une société dans laquelle le contrôle des personnes s'effectue « non plus par enfermement, mais par contrôle continu et communication instantanée » et où « les mécanismes de maîtrise se font […] toujours plus immanents au champ social, diffusés dans le cerveau et le corps de citoyens ». Cela contrasterait avec les sociétés antérieures, où les coutumes, habitudes et pratiques étaient générées par des systèmes institutionnels qui fonctionnaient comme autant de milieux clos : école, caserne, usine, etc.
Gilles Deleuze esquisse le thème dans son livre sur Foucault (1986), et le développe au détour d'une conférence à la Femis donnée en 1987 puis d'un entretien entre lui et Negri au printemps 1990. Il assortit la publication de l'entretien, en juillet 1990, d'un texte bref : “Post-scriptum sur les sociétés de contrôle”. Thème développé par Negri et Michael Hardt la décennie suivante, la « société de contrôle » reçoit une formulation approfondie dans leur essai politico-philosophique Empire (2000).

## La genèse du concept

### Difficultés autour de l'attribution de l'idée
Selon Gilles Deleuze, le terme « contrôle » pour qualifier la société contemporaine est repris à William Burroughs. Mais ce qu'il recouvre dans la bouche de Deleuze a été, selon Deleuze, esquissé avant tout par Michel Foucault. Ceci étant, ni Deleuze ni Foucault n'ont consacré de publication notable au thème, ce que ne feront finalement qu'Antonio Negri et Michael Hardt dans Empire. Aussi ces difficultés rendent-elles la question de l'auteur ou de l'origine du concept de la société de contrôle difficile à trancher.
 (février 2022).

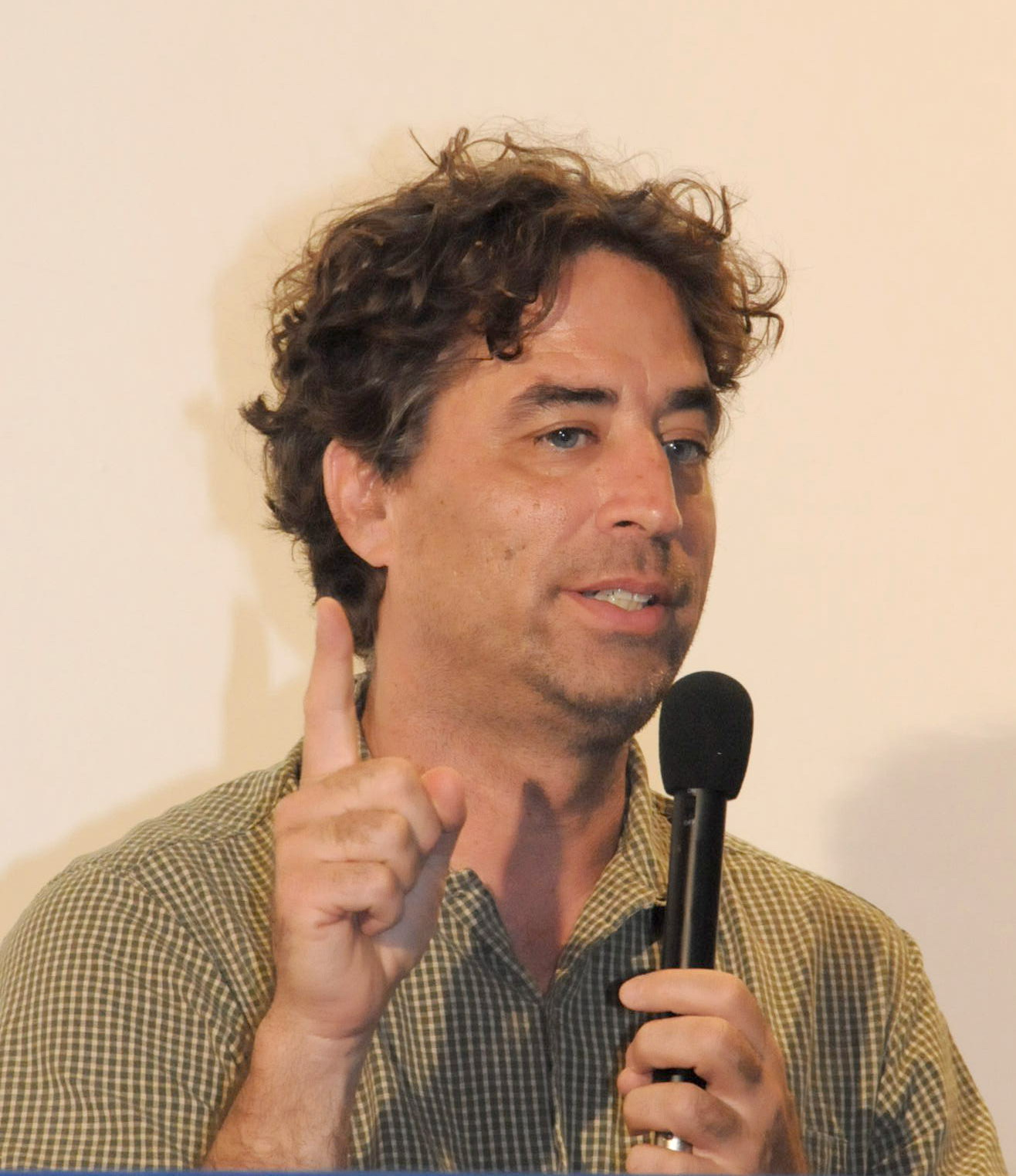
Michael Hardt, coauteur d’Empire avec Antonio Negri.

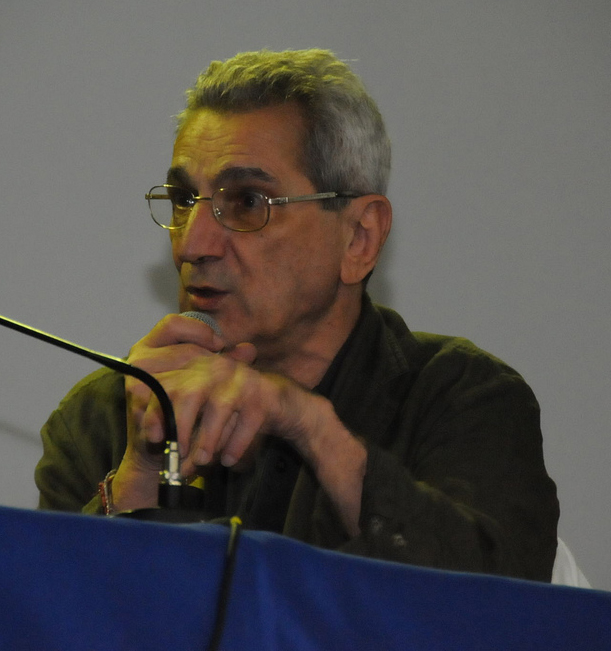
Antonio Negri, coauteur avec Michael Hardt de l'essai Empire qui donne au thème de la « société de contrôle » une formulation approfondie.

En juin 1996 au Brésil, lors des “Rencontres Internationales Gilles Deleuze”, Michael Hardt, alors en train d'écrire Empire avec Negri, abordait comme suit la question de la référence à Foucault :
« Deleuze nous dit que la société dans laquelle nous vivons aujourd'hui est la société de contrôle, terme qu'il emprunte au monde paranoïaque d'un William Burroughs. Deleuze affirme suivre Michel Foucault quand il propose cette vision, mais il faut reconnaître qu'il est difficile de trouver où que ce soit dans l'œuvre de Foucault (dans les livres, les articles ou les interviews) une analyse claire du passage de la société disciplinaire à la société de contrôle. En fait, avec l'annonce de ce passage, Deleuze formule après la mort de Foucault une idée qu'il n'a pas trouvée expressément formulée dans son œuvre. »
On s'accorde généralement à considérer Deleuze, ainsi que le fait Hardt, comme le véritable auteur du concept. Néanmoins, chez Deleuze lui-même la place du thème de la société de contrôle ne va pas de soi. Il l'a traité à quatre occasions : très brièvement dans son Foucault ; dans une conférence donnée le 17 mai 1987 à la fondation Femis  ; puis lors d'un entretien au printemps 1990 avec Antonio Negri, pour le numéro un de la revue Futur Antérieur où Negri a joué un grand rôle ; enfin dans “Post-scriptum sur les sociétés de contrôle”, écrit en mai 1990 pour le numéro un de L'Autre journal paru à la même époque que Futur Antérieur, en écho à l'entretien avec Negri.
Or, si le thème est traité par Deleuze à plusieurs reprises lors de ces sollicitations publiques, il ne fait l'objet d'aucun traitement notable (pas plus de huit pages, ce qui n'est pas du niveau habituel des textes de Deleuze). Le thème est récurrent sur une période qui va de 1987 à 1990, puis disparaît. L'entretien avec Negri et le “Post-scriptum” seront reproduits dans le recueil Pourparlers en juillet 1990 par Deleuze, qui n'abordera plus jamais la question. Il est à ce titre permis de lire le “Post-scriptum” comme un véritable post-scriptum de l'entretien qui le précède dans Pourparlers : un développement de la réponse à la question posée par Negri, qui reprendra lui-même ce thème. On peut rétrospectivement se demander si le thème du contrôle n'appartient pas davantage à Negri qu'à Deleuze, même si celui-ci l'a proposé le premier.
Il n'en reste pas moins que dans Surveiller et punir (1975) et des entretiens ultérieurs, Foucault parle du caractère transitoire des institutions disciplinaires et d'une forme « désinstitutionnalisée » et « souple » prise dans la société actuelle par les dispositifs jadis à l'œuvre dans la discipline, ce que recouvre précisément le concept de « société de contrôle » chez Negri et Hardt. De plus, ses cours des années 1975-1976, 1976-1977 et 1977-1978 au Collège de France, publiés en 2002, font état d'une recherche avancée autour du thème du contrôle. Il est donc envisageable de considérer le concept de la société de contrôle comme un concept élaboré de façon émergente par Foucault, Deleuze et Negri, et éventuellement aussi Hardt.

### Le germe du concept chez Foucault
Michel Foucault n'a pas écrit de livres sur les « sociétés de contrôle » et on ne trouve pas chez lui la formulation de la série société de souveraineté – société disciplinaire – société de contrôle : à la place de ce dernier terme, il utilisait celui de « biopouvoir » pour rendre compte de la structure de la société contemporaine, marquée selon lui par une régulation à la fois de l'individu et de la population. Foucault ne considérait donc pas son modèle des sociétés disciplinaires comme rendant compte de la société contemporaine : en même temps qu'il les conceptualisait, il en annonçait déjà la fin (ou plutôt la transformation en une structure plus insidieuse, mais tout aussi efficace).

#### Surveiller et puniret la fin annoncée des institutions disciplinaires
Dans Surveiller et Punir, Foucault consacre un chapitre au panoptique, archétype polyvalent du milieu disciplinaire. Dès avant, avec la quarantaine des épidémies de peste, le principe de la surveillance était en place : quadrillage individualisant, surveillance continue de chacun. De la quarantaine au panoptique, on mesure le gain d'efficacité. Il n'est plus besoin d'un nombre important d'inspecteurs allant en permanence chercher l'information au plus près de chaque individu. Avec le panoptique, un seul surveillant suffit, l'information lui parvenant par le canal des rayons lumineux qu'on a su utiliser dans une architecture adéquate. Le panoptique est « un dispositif qui doit améliorer l'exercice du pouvoir en le rendant plus rapide, plus léger, plus efficace, un dessin des coercitions subtiles pour une société à venir ».
L'institution disciplinaire est l'application historiquement déterminée du projet de contrôle de la population et des individus le plus finement et le plus économiquement possible. Mais il est encore nécessaire de passer par le regard : la conformité des corps visibles est à la fois impératif technique et moyen technique du contrôle disciplinaire.
Dans le même chapitre, il est question pour Foucault de « montrer comment l'on peut désenfermer les disciplines et les faire fonctionner de façon diffuse, multiple, polyvalente dans le corps social tout entier ». Car le panoptique, c'est la pleine et permanente individualisation d'une masse dont on peut alors surveiller, contrôler, chaque individu. La visibilité, la surveillance continue, instantanée de chacun.
Si l'on ne trouve pas chez Foucault de développements sur la société de contrôle, on trouve bien en revanche l'idée de l'émergence d'un nouveau type de pouvoir : quand Foucault indique que « [l]'extension des institutions disciplinaires n'est sans doute que l'aspect le plus visible de divers processus plus profonds », il identifie parmi ces processus l'essaimage des mécanismes disciplinaires. Tandis que d'un côté, les établissements de discipline se multiplient, leurs mécanismes ont une certaine tendance à se « désinstitutionnaliser », à sortir des forteresses closes où ils fonctionnaient et à circuler à l'état « libre » ; les disciplines massives et compactes se décomposent en procédés souples de contrôle, qu'on peut transférer et adapter.
Non seulement Foucault savait le caractère transitoire des sociétés disciplinaires mais avait également repéré quels changements opéraient : les mécanismes utilisés dans la discipline vont se « désinstitutionnaliser ».

#### AprèsSurveiller et punir: «ces formules insidieuses et souples»
Dans un entretien de juin 1973 sur le thème des institutions disciplinaires, à la sortie de Surveiller et punir, Foucault indique que ces institutions se sont adaptées, assouplies, à l'exception d'un système pénal qui « n'a pas encore trouvé ces formules insidieuses et souples que la pédagogie, la psychiatrie, la discipline générale de la société ont trouvé. » Quelques années plus tard, en 1978, dans un entretien intitulé “La société disciplinaire en crise”, il déclarait :
« J'ai examiné comment la discipline [dans une société européenne] a été développée, comment elle a changé selon le développement de la société industrielle et l'augmentation de la population. La discipline, qui était si efficace pour maintenir le pouvoir, a perdu une partie de son efficacité. Dans les pays industrialisés, les disciplines entrent en crise. [...] Il est évident que nous devons nous séparer dans l'avenir de la société de discipline d'aujourd'hui. »
Foucault fait donc la théorie du régime disciplinaire dont il dit qu'il touche en même temps à sa fin, et évoque l'entrée dans un autre régime de pouvoir (baptisé « biopouvoir »). Il en donne une indication dès un entretien de 1973 (« ces formules insidieuses et souples » caractérisant les mécanismes de pouvoir de la société contemporaine), avant d'approfondir le concept dans ses cours du Collège de France de 1978-1979 sur la biopolitique.

### La position du concept par Gilles Deleuze: les «sociétés de contrôle»
En abordant ce passage des sociétés disciplinaires aux sociétés de contrôle, Deleuze se réfère à Foucault, qui est allé jusqu'à précisément ce passage et pas plus loin. Deleuze ne prétend pas que Foucault a analysé les sociétés de contrôle, mais qu'il savait et disait que ce qu'il avait identifié comme société disciplinaire était transitoire et que nous en sortions déjà. Deleuze dit également que Burroughs, en évoquant par « contrôle » des caractéristiques de ces sociétés que Foucault voyait venir sans les nommer, en a commencé l'analyse.

#### La conférence à la Femis
Dans sa conférence à la fondation Femis le 17 mai 1987 intitulée “Qu'est-ce que l'acte de création ?”, Deleuze déclare « que l'information, c'est exactement le système du contrôle. » Immédiatement après, il en appelle à Burroughs et à Foucault. Il rappelle la thèse de ce dernier sur le passage des sociétés de souveraineté aux sociétés disciplinaires, et reprend ses dires d'après lesquels les « sociétés disciplinaires [ne sont] pas éternelles. » Il enchaîne en posant le concept de « sociétés de contrôle » :
« Nous entrons dans des sociétés de contrôle qui se définissent très différemment des disciplines, nous n'avons plus besoin, ou plutôt ceux qui veillent à notre bien n'ont plus besoin ou n'auront plus besoin de milieu d'enfermement. »

#### Le “Post-scriptum sur les sociétés de contrôle”
Le “Post-scriptum sur les sociétés de contrôle” est initialement un article « grand public » paru en mai 1990 dans le premier numéro de L'Autre journal. Il est repris dans le recueil d'articles et d'entretiens Pourparlers de Gilles Deleuze, paru en juillet 1990. Le propos du texte peut être résumé comme suit :
- Rappel de ce que sont les sociétés disciplinaires : Michel Foucault a précisément analysé ce qu'il a nommé les sociétés disciplinaires, dont on peut situer la période de plus grande actualité du XVIIIe siècle jusqu'au milieu du XXe siècle. Le projet de ces sociétés est de : « concentrer ; répartir dans l'espace; ordonner dans le temps ; composer dans l'espace-temps une force productive dont l'effet doit être supérieur à la somme des forces élémentaires.»[1] Et pour cela, on procède à « l'organisation des grands milieux d'enfermement »[1], chacun passant, individuellement, et successivement d'un milieu clos à un autre. Ces sociétés succédaient aux sociétés de souveraineté qui procédaient différemment (« prélever plutôt qu'organiser la production, décider de la mort plutôt que gérer la vie »[1]).
- Théorisation de la mutation des sociétés disciplinaires : La fin de la Seconde Guerre mondiale voit s'accélérer la mutation de ces sociétés vers un nouveau modèle de pouvoir : le contrôle. Cette période de passage est celle de la crise généralisée des milieux d'enfermement : on en multiplie les réformes, lesquelles auraient comme objet véritable « de gérer leur agonie et d'occuper les gens... » jusqu'à la totale mise en place du contrôle, « nom que Burroughs propose pour désigner le nouveau monstre, et que Foucault reconnaît comme notre proche avenir. »[1] Dans cette crise, certaines réformes peuvent « marquer d'abord de nouvelles libertés, mais participer aussi à des mécanismes de contrôle qui rivalisent avec les plus durs enfermements. »[1]
- Derrière elle, la conjonction de la volonté étatique et de la contestation sociale : Il faut remarquer tout de suite que cette crise généralisée des milieux d'enfermements procède d'une conjonction : une volonté étatique de liquider ces milieux et une revendication contestataire réclamant cette même liquidation et inventant même parfois des dispositifs alternatifs qui deviendront des éléments souples du contrôle. Un exemple, cité par Deleuze : la psychiatrie de secteur, développée dans l'après-guerre en France, et qui vise à soigner les malades sans les exclure, physiquement, dans des établissements fermés.

### Negri et Hardt:Empireet la «société de contrôle»
Le concept de « société de contrôle » est repris par Antonio Negri avec son collaborateur Michael Hardt pour leur essai philosophico-politique Empire, écrit pendant la décennie 1990 et paru en 2000. Dans cet ouvrage, Negri et Hardt proposent le concept d'« Empire » pour désigner un monde basé sur des existences apparemment "émancipées", caractérisées par l’autonomie et la communication, mais qui subordonne celles-ci aux exigences de l’accumulation capitaliste.
Pour Negri et Hardt, ces traits du monde contemporains relèvent du passage de la « société disciplinaire » à la « société de contrôle » :
« La société disciplinaire est la société dans laquelle la maîtrise sociale est construite à travers un réseau ramifié de dispositifs ou d’appareils qui produisent et régissent coutumes, habitudes et pratiques productives [...] On doit comprendre au contraire la société de contrôle comme la société qui se développe à l’extrême fin de la modernité et ouvre sur le postmoderne, et dans laquelle les mécanismes de maîtrise se font toujours plus “démocratiques”, toujours plus immanents au champ social, diffusés dans le cerveau et le corps de citoyens. »
La « société de contrôle » désigne ainsi un monde où la domination capitaliste devient totalement diffuse au sein des relations sociales, du fait qu'elle est d'abord intégrée par les personnes contrôlées elles-mêmes ; sous la forme (pourrait-on dire) d'une idéologie ou d'une multitude d'idéologies, dominantes et omniprésentes (voir aussi la pensée unique).

## Analyse des principaux textes définissant le concept

### Analyse du “Post-scriptum” de Gilles Deleuze

#### La disparition des individus constitués en «corps»
Les différents internats ou milieux d'enfermement par lesquels l'individu passe sont des variables indépendantes : on est censé chaque fois recommencer à zéro, et le langage commun existe, mais est analogique. Les différents contrôlats, eux, sont des variations inséparables, formant un système à géométrie variable dont le langage est numérique (ce qui ne veut pas dire nécessairement binaire). Alors que les enfermements sont des moules, des moulages distincts, les contrôles, eux, sont une modulation – comme un moulage auto-déformant qui changerait continûment, d'un instant à l'autre, ou comme un tamis dont les mailles changeraient d'un point à un autre.
Une des conséquences majeures est la disparition des individus constitués en « corps ». L'usine, dans le même mouvement qu'elle organisait la force de travail de façon à en augmenter l'effet productif et à en faciliter la surveillance, induisait l'organisation de forces collectives de résistance : les syndicats. Sous le régime du contrôle, « l'entreprise ne cesse d'introduire une rivalité inexpiable comme saine émulation, excellente motivation qui oppose les individus entre eux et traverse chacun, le divisant en lui-même. » Les appartenances collectives se dissolvent et chacun se retrouve isolé. Multitude efficace de monades atomisées.

#### La disparition de l'instance qui énonce la loi
Pour Deleuze, Foucault travaillait sur deux axes : le pouvoir sur la vie et le pouvoir par l'information (autrement dit, biopolitique et contrôle). Omettant toute perspective biopolitique, Deleuze poursuit la thématique du contrôle et en repère la division de l'individu en lui-même. Giorgio Agamben, lui, évite le contrôle et cultive patiemment le champ biopolitique : la vie est ce qui ne cesse d'être divisé. Les divisions ne s'arrêteraient plus ni aux territoires ni aux groupes sociaux : elles traverseraient les individualités, pour produire des « dividuels ».
Alors que sous le régime de la discipline, on n'arrête jamais de recommencer (« tu n'es plus à l'école, tu es à l'armée... »), sous le régime du contrôle, on n'en a jamais fini avec rien. Aux différentes segmentarités dures, diachroniques, matérialisées par les milieux d'enfermement se substituent une multiplicité de composantes activées synchroniquement, selon des intensités perpétuellement variables.
Cependant, ce qu'écrit Deleuze sans le dire, c'est que disparaît l'instance qui énonce la loi (le « tu n'es plus à l'école... »). Un ordre était énoncé, établi et la tour du panoptique pourrait en représenter l'instance (le directeur de l'usine, de l'hôpital, etc. Robert Castel : « Le médecin est la loi vivante de l'asile... »). Lorsque tombent les murs, les tours s'effondrent et plus aucun ordre n'est dit. Ce qui se lit dans le texte même de Deleuze : il n'y a plus personne pour énoncer l'ordre et « on », qui n'en finit jamais avec rien, se retrouve sans référence, personne pour lui dire « Tu n'es plus à... » Livré à soi-même mais non pas libre : abandonné. « Beaucoup de jeunes gens réclament [...] d’être “motivés”. »

#### L'importance de l'information et de son traitement
Parmi les nombreux éléments identifiés par Deleuze, il faut relever l'importance, dans le contrôle, de l'information et de son traitement. Alors que les sociétés disciplinaires sont « réglées par des mots d'ordre », le contrôle « est fait de chiffres, qui marquent l'accès à l'information, ou le rejet ».
Cela s'articule à l'idée de Deleuze qu'à un type de société correspond un type de machines : « Les vieilles sociétés de souveraineté maniaient des machines simples, leviers, poulies, horloges ; mais les sociétés disciplinaires récentes avaient pour équipement des machines énergétiques [...] ; les sociétés de contrôle opèrent par machines de troisième espèce, machines informatiques et ordinateurs... »

#### L'enfermement ne signe pas la discipline
Une lecture trop rapide de l'article pourrait laisser entendre que selon Deleuze les milieux d'enfermements caractériseraient les sociétés disciplinaires. En effet, les sociétés disciplinaires naissent avec « l'organisation des grands milieux d'enfermements » et le passage aux sociétés de contrôle se manifeste par les « crises généralisées » de ces mêmes milieux. La conclusion serait donc d'associer l'enfermement et la discipline. Mais l'enfermement, nous l'avons vu, est une technique antérieure à la discipline. Il est utilisé en tant que moyen d'application des techniques de quadrillage. Ce qu'écrit Deleuze dans son Foucault :
« ...exiler, quadriller, sont d'abord des fonctions d'extériorité, qui ne sont qu'effectuées, formalisées, organisées par les dispositifs d'enfermement. La prison comme segmentarité dure (cellulaire) renvoie à une fonction souple et mobile, à une circulation contrôlée, à tout un réseau qui traverse aussi les milieux libres et peut apprendre à se passer de prison »
— Deleuze, Foucault, Paris, Éditions de Minuit, 1986, p. 50. (Il s'agit d'une reprise modifiée d'un article paru dans la revue Critique à la sortie de Surveiller et punir. Dans cet article initial, cet extrait ne s'y trouve pas.)
L'enfermement n'est qu'une modalité historique concrète de réalisation du contrôle. Lorsque d'autres modalités auront été développées, elles l'emporteront sur l'enfermement. Celui-ci ne signe pas la discipline (mais se rattache au prélèvement, au partage binaire, malade/sain, exclu/inclus, enfermé/libre, procédé du pouvoir souverain) et dans la phrase de Deleuze « [les sociétés disciplinaires] procèdent à l'organisation des grands milieux d'enfermement », il faut entendre que ce qui caractérise la discipline, c'est spécifiquement l'organisation de ces différents milieux, lesquels lui sont antérieurs.

#### La mutation de la multiplicité
Dans son Foucault, Gilles Deleuze propose de distinguer les fonctions de l'anatomo-politique et la bio-politique comme suit :
- Anatomo-politique

...imposer une tâche ou une conduite quelconques à une multiplicité d'individus quelconque, sous la seule condition que la multiplicité soit peu nombreuse, et l'espace limité, peu étendu.
- Bio-politique

...gérer et contrôler la vie dans une multiplicité quelconque, à condition que la multiplicité soit nombreuse (population) et l'espace étendu ou ouvert. (G. Deleuze, Foucault, op. cit., p. 79).
Lors du passage de la société disciplinaire à la société de contrôle, les fonctions changent. Le projet de surveillance et de maîtrise nécessitait une multiplicité peu nombreuse et un espace limité. Il est permis d'en voir la limite dans l'étendue de la ville en quarantaine, limite puisque alors l'ensemble de la multiplicité est immobilisée. La surveillance s'opérait par des agents et, en fait non pas continûment, mais régulièrement, à intervalles réguliers.
Dans la société de contrôle,
- le nombre d'individus comme l'étendue de l'espace n'interviennent plus. En sortant des milieux clos pour diffuser dans tout l'espace public, les mécanismes disciplinaires deviennent de contrôle et peuvent s'appliquer à une multiplicité nombreuse, dans un espace ouvert, c'est-à-dire dans les conditions d'application de la bio-politique (« population »). Dans le même temps que le contrôle se diffuse, au-delà des murs, il traverse l'individu pour s'appliquer à un ensemble de « contrôlats », qui décompose l'individu en « dividuel ».
- Une relative immobilité ne s'impose plus pour assurer le contrôle, de même qu'il n'est plus nécessaire de recourir à des surveillants. Il s'effectue selon ce qu'on pourrait appeler des lignes de contrôlats, en fonction des mouvements et actes des « dividuels ». On pourrait même dire que, contrairement à la logique disciplinaire, le mouvement et la liberté de circulation sont des conditions nécessaires au fonctionnement du pouvoir de contrôle qui opère avec les traces, les informations numériques. Passage de la visibilité des corps dressés à la computation des traces codées.

La distinction hésitante entre bio-politique et
anatomo-politique ne supporterait pas l'épreuve de la
confrontation historique. Attestant encore que M. Foucault avait repéré la mutation, ce qu'indiquerait le passage
de bio-politique à biopolitique et l'abandon de anatomo-politique.
Les deux éléments polaires à isoler seraient :
- Investissement de la vie nue (individuelle et collective) : bio-politique
- Multiplication des procédures de surveillance de la vie qualifiée : contrôle.

#### Les normes se maintiennent tout en effaçant leurs instances d'énonciations
Revenons à ces demandes motivés qui interrogeaient G. Deleuze. En quittant les milieux clos, les procédures disciplinaires ont en quelque sorte suspendu leurs présentations. Elles n'en demeurent pas moins effectives : leurs lois persistent. Elles se maintiennent tout en effaçant leurs instances d'énonciations. Chacune n'étant plus localisée (la tour centrale), elle n'est plus limitée, son ban n'est plus borné. Le lieu ne compte plus et chacune regarde quiconque. Un individu quelconque est en rapport avec plusieurs lois qui ne s'énoncent pas mais restent en vigueur. Ne peut-on pas dire alors que chacun est abandonné par celles-ci ? La demande de motivation, ce serait la demande d'entendre la voix de la loi.

#### Mutation capitaliste
Il poursuit en proposant une évolution qu'il semble considérer plus profonde : le passage d'un capitalisme de production et de propriété, qui aurait été « à concentration » (concentration dans différents milieux « conçus par analogie ») à un capitalisme dispersif, procédant par « figures chiffrées, déformables et transformables, d'une même entreprise qui n'a plus que des gestionnaires ».
Il faut être ici vigilant : ce qui a été objet de concentration serait maintenant objet de dispersion. On s'autorisera alors à proposer ceci : les procédés les plus concentrationnaires trouveraient leur équivalent dans les procédés les plus dispersifs. La question se posera alors : les procédés sont-ils appliqués aux mêmes ? Et si c'était toujours les mêmes, les homines sacri, les bannis, les enfermés et les dispersés ? Dans cette lecture, concentration et dispersion n'indiquent que des moyens pas des fins. Au contraire, celles-ci se maintiennent et déterminent ces changements vers des moyens sans cesse plus efficaces.
Le contrôle supprime la centralité de la visibilité du pouvoir. La surveillance devient réticulaire. Les modalités d'actions changent : de l'application d'une contrainte sur un corps, l'on passe à des effets incitateurs. En même temps que la pierre, c'est la tour centrale qui disparaît : invisibilité. Intégration des contrôlats à la qualification de la vie. La vie qualifiée, par ses modes, induit le contrôlat et les « banques de contrôlats ».

### Les passages d’Empireconsacrés à la société de contrôle
La section 3.6 d’Empire est consacrée plus précisément à l'émergence de la société de contrôle dans le monde capitaliste. Les auteurs commencent par observer qu'à première vue la souveraineté (qui repose sur la transcendance du souverain) et le capitalisme (qui opère dans la plus pure immanence) ne semblent pas faire bon ménage. Selon eux, toute l'histoire moderne tient dans la résolution de cette contradiction primitive : ce rôle a d'abord été dévolu à la société civile ; quand les institutions la constituant ont commencé à décliner, la société de contrôle s'est mise en place. Pour illustrer leur propos, les auteurs font fréquemment appel au travail de Michel Foucault, notamment Surveiller et punir.

## Films
Under Control, un film de Bruno Raymond-Damasio et Alain Damasio, essai cinématographique, 20 min, 1991. D'après des textes de Gilles Deleuze, Michel Foucault, Jean Baudrillard et Keynes entre autres.